# Disco Dancer
Disco Dancer es una película hindi de 1982 dirigida por Babbar Subhash, escrita por Rahi Masoom Raza y protagonizada por el actor bengalí Mithun Chakraborty en el rol principal, con Kim Yashpal y Rajesh Khanna en papeles de reparto. La película narra la historia del ascenso a la fama de un músico callejero llamado Anil. Es reconocida especialmente por su banda sonora de música disco, compuesta por Bappi Lahiri y el actor Mithun Chakraborty. Algunas de las canciones incluidas en la banda sonora como "I am a Disco Dancer", "Jimmy Jimmy Jimmy Aaja" (cantada por Parvati Khan), "Yaad Aa Raha Hai" (cantada por Vijay Benedict y Bappi Lahiri) y "Goro Ki Na Kaalo Ki" (cantada por Suresh Wadkar con Usha Mangeshkar) se volvieron muy populares en la época.
La película fue un éxito nacional e internacional, logrando excelentes críticas en Asia, Europa y África del Norte. Fue un éxito rotundo en la Unión Soviética, donde logró una audiencia de más de 60 millones de espectadores. Fue la primera película de Bollywood que recaudó más de 100 crores a nivel mundial, convirtiéndose en una de las producciones indias más exitosas económicamente junto a Hum Aapke Hain Kaun (1994). Disco Dancer le valió a Mithun reconocimiento en su país y en la Unión Soviética. En China, la banda sonora fue un éxito, logrando la certificación de disco de oro por sus numerosas ventas.
El vídeoclip de la canción principal de la película, "I Am a Disco Dancer", fue grabado en el estudio Natraj en Bombai en aproximadamente tres días, mostrando algunas escenas de baile de Mithun Chakrobarty y escenas con público en el estudio Filmistan.

## Sinopsis
Anil (Mithun Chakraborty) es un artista callejero y cantante de bodas, marcado por el recuerdo del millonario P.N. Oberoi (Om Shivpuri) golpeando y maltratando a su madre (Gita Siddharth) en un incidente durante su infancia. Cuando David Brown, el mánager (Om Puri) está harto de los berrinches de la nueva estrella del disco llamado Sam (Karan Razdan) y sale en busca nuevos talentos, encuentra a Anil paseando por la calle. Luego de cambiar su nombre a 'Jimmy', la estrella de la música disco en ascenso debe tomar el trono de Sam y ganarse el corazón de Rita (Kim Yashpal), la hija de Oberoi.
Todo parece ir bien hasta que Oberoi contrata a unos hombres para conectar la guitarra eléctrica de Jimmy a 5.000 voltios de electricidad, causando la muerte de la madre de Jimmy en un trágico accidente. Con sus piernas rotas por los matones de Oberoi y la fobia a la guitarra por el incidente con su madre, Jimmy debe reclamar el primer lugar para el equipo de India en la competencia internacional de baile música disco en medio de la fuerte competencia del equipo africano y el equipo francés.

## Reparto
- Mithun Chakraborty como Anil / Jimmy.
- Kim Yashpal como Rita Oberoi.
- Rajesh Khanna como Master Raju.
- Om Puri como David Brown.
- Om Shivpuri como P.N. Oberoi
- Gita Siddharth como Radha.
- Karan Razdan como Sam.
- Kalpana Iyer como Nikki Brown.
- Master Subramanium como Mithun Chakraborty niño.

## Recepción
En La India, la película recaudó 6.4 crores en 1982. Fue la séptima película que más dinero recaudó en las taquillas indias en 1982, con una fuerte promoción en la región de Bengala Occidental, hogar del actor Mithun Chakraborty y del compositor Bappi Lahiri.
En la Unión Soviética, la película fue vista por más de 60 millones de espectadores en 1984, convirtiéndose en la película más exitosa en términos de taquilla ese año en el país, en la producción extranjera más exitosa de la década de 1980, en la cuarta producción en ingresos de taquilla de la década y en una de las 25 películas más exitosas comercialmente en el país soviético. En términos monetarios, la película obtuvo 60 millones de rublos soviéticos (un equivalente a 75 millones de dólares), el número más alto para una película india, superando a otros éxitos como Awaara.

## Banda sonora
La música de todas las canciones fue compuesta por Bappi Lahiri y las letras fueron escritas por Anjaan y Faruk Kaiser.
| # | Título                        | Cantante(s)                    | Compositor(es) | Duración |
| - | ----------------------------- | ------------------------------ | -------------- | -------- |
| 1 | "Yaad Aa Raha Hai"            | Bappi Lahiri                   | Anjaan         | 06:22    |
| 2 | "I Am A Disco Dancer"         | Vijay Benedict                 | Anjaan         | 07:49    |
| 3 | "Krishna Dharti Pe Aaja"      | Nandu Bhende                   | Anjaan         | 05:25    |
| 4 | "Goron Ki Na Kalon Ki"        | Suresh Wadkar, Usha Mangeshkar | Anjaan         | 05:23    |
| 5 | "Auva Auva - Koi Yahan Nache" | Bappi Lahiri, Usha Uthup       | Faruk Kaiser   | 05:28    |
| 6 | "Jimmy Jimmy Jimmy Aaja"      | Parvati Khan                   | Anjaan         | 03:04    |
| 7 | "Ae Oh Aa Zara Mudke"         | Kishore Kumar                  | Anjaan         | 05:58    |
| 8 | "Goron Ki Na Kalon Ki (Sad)"  | Suresh Wadkar                  | Anjaan         | 02:48    |